# Roca

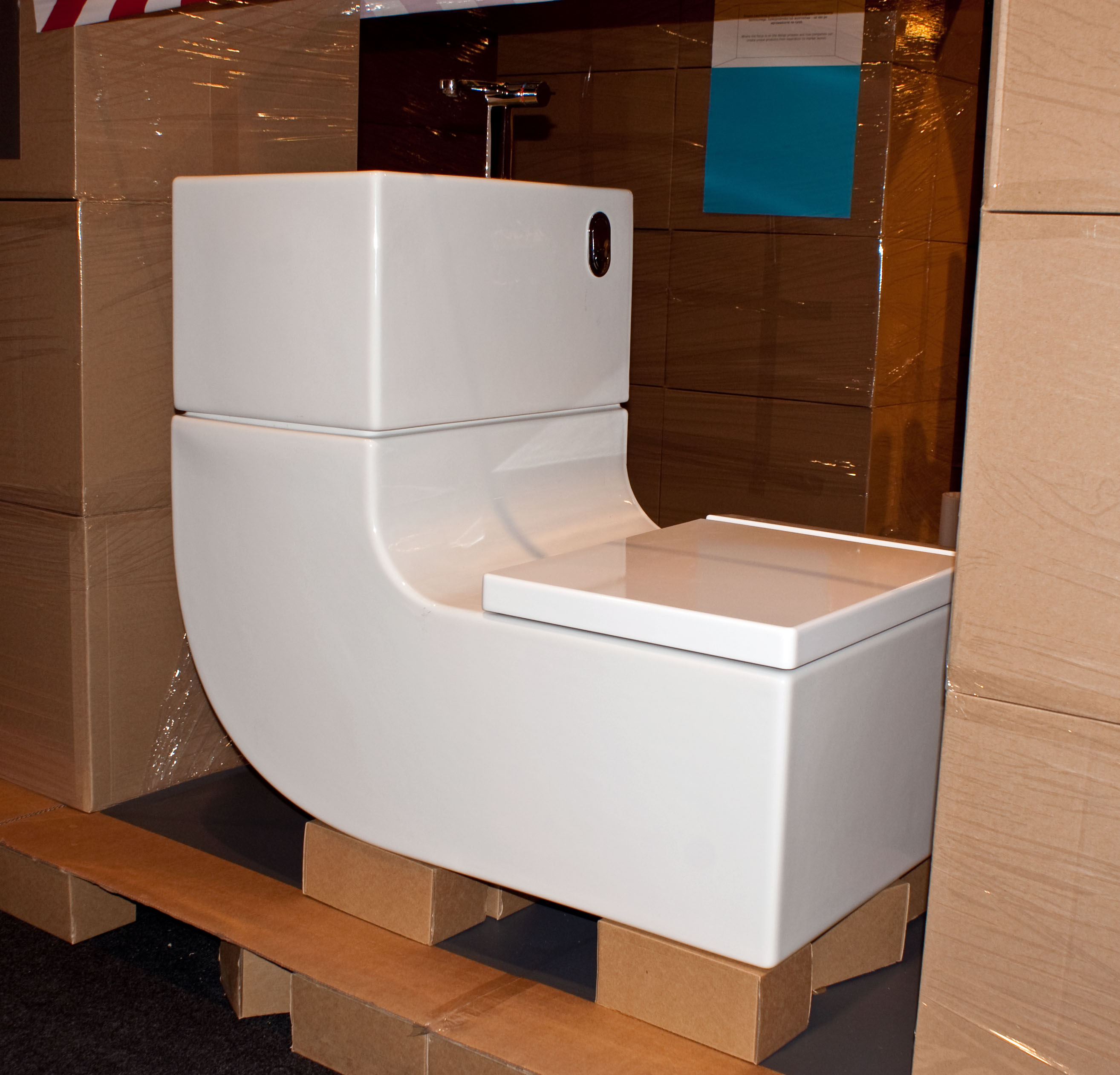
W+W (Washbasin+Watercloset) by Roca

Compania Roca este prezentă în peste 135 de țări, are peste 20.000 de angajați și, în acest moment, este lider de piață în majoritatea acestor țări, având 71 de fabrici și filiale pe tot cuprinsul globului.
Roca și-a început activitatea în anul 1917, sub numele Compania Roca Radiadores SA, singurul său obiect de activitate fiind la vremea respectivă fabricarea radiatoarelor din fontă pentru încălzirea locuințelor. Penetrarea rapidă a unor noi produse pe piață și decizia de a-și diversifica activitățile de business au determinat Roca să înceapă, în 1925, fabricarea de cazane, iar în 1927 fabricarea de căzi de baie din fontă. În 1936, compania intră pe segmentul obiectelor din porțelan sanitar, iar din 1954 pe cel al bateriilor. Fabricii din Barcelona i se adaugă, în 1962, o a doua unitate de producție, situată în Madrid.
În 1963, odată cu inaugurarea unei noi fabrici la Barcelona, Roca devine una dintre primele companii spaniole care intră pe piața aparatelor de aer condiționat. Mai târziu, în 1968, la Sevilla, este construită a treia fabrică de obiecte sanitare din porțelan, iar în 1974 este inaugurată fabrica de căzi de baie din oțel.
Migrarea afacerii Roca către zona de obiecte sanitare a început în anii optzeci. Înființarea Cerámicas del Foix, o afacere de familie, a reprezentat debutul companiei în acest segment de activitate. În 1989, aceasta a cumpărat o fabrică portugheză de obiecte sanitare.
În anul 2002, Compania Roca Radiadores SA a inițiat un proces de restructurare a companiei, cu scopul de a transforma fiecare tip de activitate în companie independentă. Astfel, a fost creată Roca Corporación Empresarial, noua companie-mamă a grupului. Procesul de restructurare a culminat în 2005 cu vinderea companiilor care produceau radiatoare și aparate de aer condiționat și cu concentrarea eforturilor companiei în direcția consolidării activităților legate de spațiul de baie.

## Roca în România
În 2006, Roca a achiziționat divizia de obiecte sanitare a producătorului autohton Cesarom de la grupul austriac Lasselsberger, iar în 2008 compania a lansat oficial marca Roca pe piața din România. În anul 2010, pe piața locală a fost anunțat și brandul Zoom, marcă accesibilă de obiecte sanitare și accesorii pentru baie.
În anul 2008, compania a cumpărat teren în cadrul Parcului Industrial de la Prejmer, pe care intenționează să construiască o unitate de producție în viitor.